# Pomierzyn
Pomierzyn (niem. Pammin) – wieś sołecka w Polsce położona w województwie zachodniopomorskim, w powiecie drawskim, w gminie Kalisz Pomorski.
W roku 2007 wieś liczyła 424 mieszkańców.
Do sołectwa Pomierzyn należy także wieś Ślizno i Osada Tarnice.

## Geografia
Wieś leży ok. 4,0 km na północ od Kalisza Pomorskiego, przy drodze wojewódzkiej nr 175, między Kaliszem Pomorskim a miejscowością Poźrzadło Wielkie. 

## Historia
Wieś znana ze źródeł od 1337 roku. Własność kaliskich von Güntersbergów od XIV do XVIII wieku. W XIX wieku właścicielem majątku był Rudolf Modro. W 1939 roku zamieszkiwały tutaj 593 osoby.
W latach 1954-1959 wieś była siedzibą gromady Pomierzyn, po jej zniesieniu w gromadzie Poźrzadło Wielkie. W latach 1975–1998 miejscowość administracyjnie należała do województwa koszalińskiego.

## Zabytki
- kościół filialny z 1990 r. pw. Miłosierdzia Bożego, rzymskokatolicki należący do parafii pw. Matki Bożej Królowej Polski w Kaliszu Pomorskim, dekanatu Mirosławiec, diecezji koszalińsko-kołobrzeskiej, metropolii szczecińsko-kamieńskiej. Na wieży kościoła znajduje się dzwon z 1568 wykonany przez stargardzkiego ludwisarza Josta van Westena[4]

inne zabytki:
- mała sakralna kapliczka
- zachował się także przedwojenny cmentarz.

## Kultura i sport
We wsi znajduje się szkoła podstawowa i hala sportowa. Jeden z trzech tutejszych placów zabaw został wykonany przez żołnierzy amerykańskich w 2002 r. 